# Wasserentnahme
Wasserentnahme ist jede zweckgerichtete Entnahme von Wasser aus natürlichen oder künstlichen Wasserreservoirs wie etwa Grundwasservorkommen, Fließgewässern, stehenden Gewässern, Stauanlagen, Leitungen oder Tanks.
Nach Angaben des Statistischen Bundesamtes vom 18. Oktober 2023 haben die Wirtschaft und die privaten Haushalte in Deutschland im Jahr 2019 rund 71 Milliarden Kubikmeter Wasser aus der Umwelt entnommen. Die Wasserentnahme sank damit gegenüber dem Jahr 2010 um 14 %.

## Entnahme aus oberirdischen Gewässern
Die Entnahme von Wasser aus oberirdischen Gewässern kann durch Schöpfen, Pumpen oder Ausleitung erfolgen. Bei der Entnahme aus Oberflächengewässern ist nach den geltenden wasserrechtlichen Vorschriften die ökologisch und rechtlich notwendige Restwassermenge im Gewässer zu belassen.

### Ausleitung

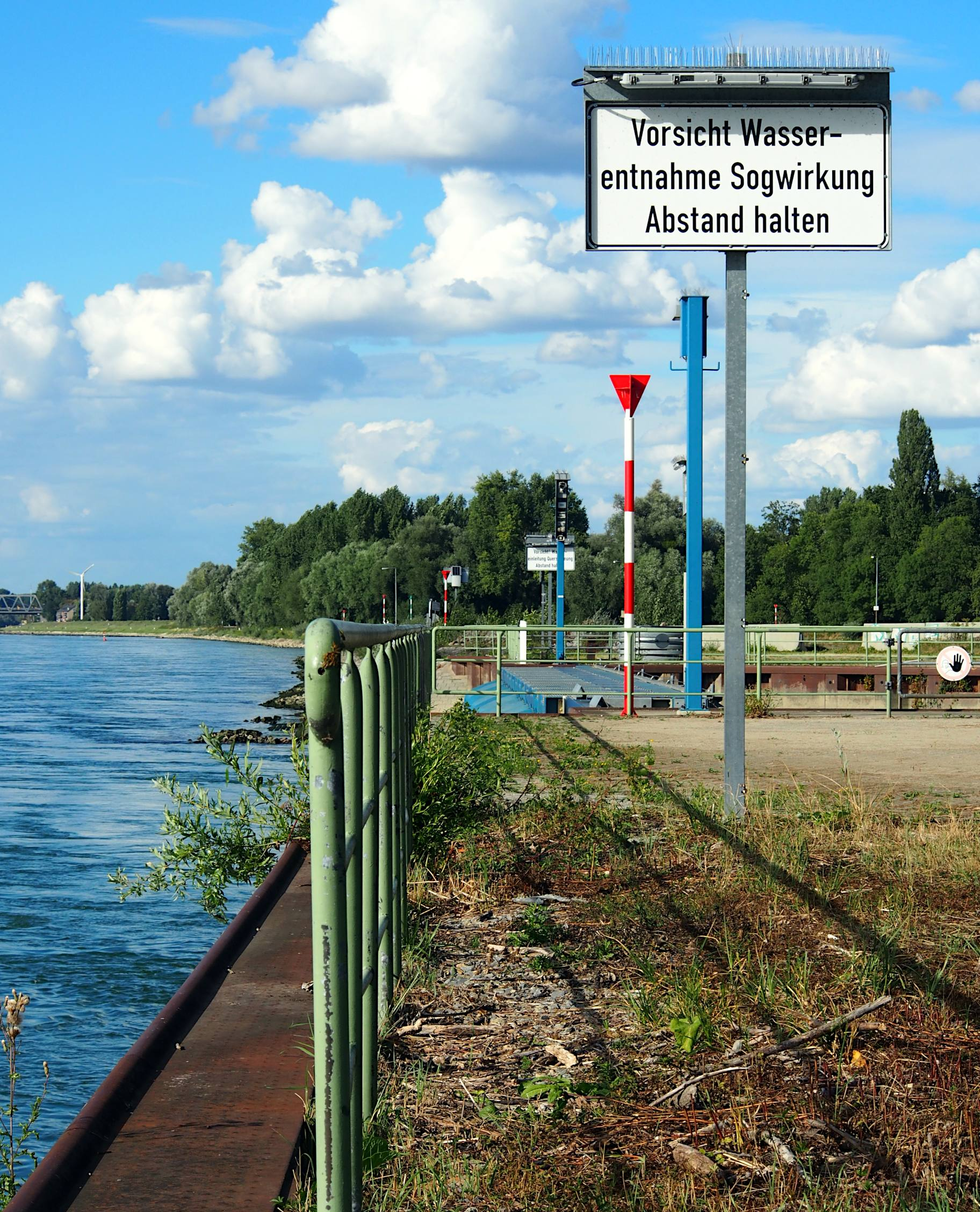
Vorsicht Wasserentnahme – Sogwirkung – Abstand halten

Bei größeren, kontinuierlichen Entnahmen ist die Ausleitung die verbreitetste Form der Entnahme, etwa zum Antrieb von Turbinen bei der Energieerzeugung in einem Wasserkraftwerk (Ausleitungskraftwerk) oder als Kühlwasser für ein thermisches Kraftwerk oder eine Industrieanlage. Auch die Überleitung zur Speisung von Wasserverkehrsbauwerken wie Schleusen oder Kanälen ist häufig anzutreffen.
Daneben findet sich aber auch die Verwendung zur Trinkwassergewinnung (Speisung eines Trinkwasserreservoirs), zur Bewässerung in der Land- und Forstwirtschaft, zur Beschneiung von Wintersportgebieten, zu Heizzwecken (Wasser/Wasser-Wärmepumpe) oder als Gebrauchswasser für sonstige industrielle oder private Zwecke (z. B. Reinigung, Spülung, Kühlung, Befeuchtung).
In der Regel erfolgt die Ausleitung oberhalb einer Stauanlage (Staustufe, Stauwehr oder Talsperre), die über verstellbare Absperrelemente (Schütze, Ablässe oder ähnliches) verfügt, durch die das Verhältnis von Entnahme- und Restwassermenge reguliert werden kann. Bei Einleitung in eine Talsperre ist darauf zu achten werden, dass eine Mindestwasserabgabemenge im Unterlauf des Gewässers verbleibt, die sogenannte Wildbettabgabe.
Bei der Ausleitung wird das als Kühlwasser oder zur Energiegewinnung genutzte Wasser nach der Nutzung in der Regel unterhalb der Entnahmestelle dem Flusslauf wieder zugegeben. Der Flussabschnitt zwischen Fassung und der Rückspeisung, der von der Entnahme betroffen ist, wird Entnahmestrecke, Ausleitungsstrecke oder Restwasserstrecke genannt.

### Rechtliche Situation in Deutschland
Das Entnehmen und Ableiten von Wasser aus oberirdischen Gewässern stellt, wie auch das ggf. hierzu erforderliche Aufstauen eines Gewässers, eine Benutzung des Gewässers dar (§ 9 Wasserhaushaltsgesetz). Die Benutzung bedarf der wasserrechtlichen Erlaubnis oder Bewilligung, soweit nicht etwas anderes bestimmt ist.
Als abweichende Bestimmung ist z. B. nach einigen Landeswassergesetzen das Entnehmen von Wasser durch das Schöpfen mit Handgefäßen als so genannter Gemeingebrauch erlaubnisfrei zulässig (z. B. im Thüringer Wassergesetz).
Gleiches gilt für Entnahmen in geringen Mengen für den Eigengebrauch im Rahmen des Eigentümer- und Anliegergebrauchs nach § 26 WHG, sofern dieser nicht nach Landesrecht ausgeschlossen ist.
Auch das Entnehmen von Wasser zur Abwehr einer gegenwärtigen Gefahr für die öffentliche Sicherheit insbesondere durch die Feuerwehr bedarf nach § 8 Abs. 2 und 3 WHG keiner Erlaubnis. Selbiges gilt für Übungen und Erprobungen, sofern keine nachteiligen Veränderungen der Gewässereigenschaften zu erwarten sind.
In zwölf Bundesländern wird nach den jeweiligen landesrechtlichen Vorschriften für die Wasserentnahme ein Wasserentnahmeentgelt (Wassercent) erhoben, weitere Länder beabsichtigen eine Einführung.

## Entnahme von Grundwasser
Die Entnahme von Grundwasser kann durch Zutagefördern des Grundwassers in einem Brunnen oder durch Nutzung des an einer Quelle zutage tretenden Wassers erfolgen.
Hauptnutzungen der Grundwasserentnahme sind die Wasserversorgung mit Trink- und Brauchwasser oder die Wärmegewinnung über Wärmepumpenheizungen.

### Rechtliche Situation in Deutschland
Auch das Entnehmen, Zutagefördern, Zutageleiten und Ableiten von Grundwasser stellt eine Benutzung des Gewässers im Sinne von § 9 WHG dar und bedarf der wasserrechtlichen Erlaubnis oder Bewilligung, soweit nicht etwas anderes bestimmt ist.
Keiner Erlaubnis oder Bewilligung bedarf nach § 46 WHG das schadlose Entnehmen, Zutagefördern, Zutageleiten oder Ableiten von Grundwasser für den Haushalt, für den landwirtschaftlichen Hofbetrieb, für das Tränken von Vieh außerhalb des Hofbetriebs oder in geringen Mengen zu einem vorübergehenden Zweck, sowie für Zwecke der gewöhnlichen Bodenentwässerung landwirtschaftlich, forstwirtschaftlich oder gärtnerisch genutzter Grundstücke (Drainage).
Grundwasserentnahmen, die der Trinkwasserversorgung dienen, können durch die Festsetzung von Wasserschutzgebieten vor schädlichen Einflüssen geschützt werden.
Wie auch bei der Entnahme aus Oberflächengewässern wird in den Bundesländern nach den jeweiligen landesrechtlichen Vorschriften ein Wasserentnahmeentgelt erhoben.

## Entnahme aus Leitungen
Für den Endverbraucher erfolgt die alltägliche Wasserentnahme in der Regel aus Leitungen der öffentlichen Wasserversorgung oder Eigenwasserversorgung, wobei der Speisung dieser Leitungen in der Regel eine Wasserentnahme aus einem Gewässer zu Grunde liegt.
Wird das entnommene Wasser als Trinkwasser verwendet, sind in Deutschland hierbei die Bestimmungen der Trinkwasserverordnung zu beachten.

## Löschwasserentnahme

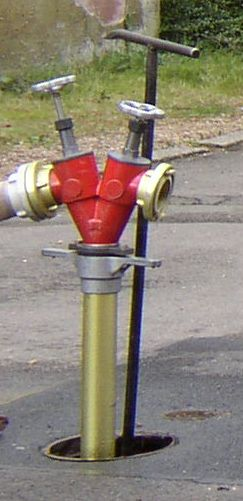
Standrohr an einem Unterflurhydrant im Einsatz

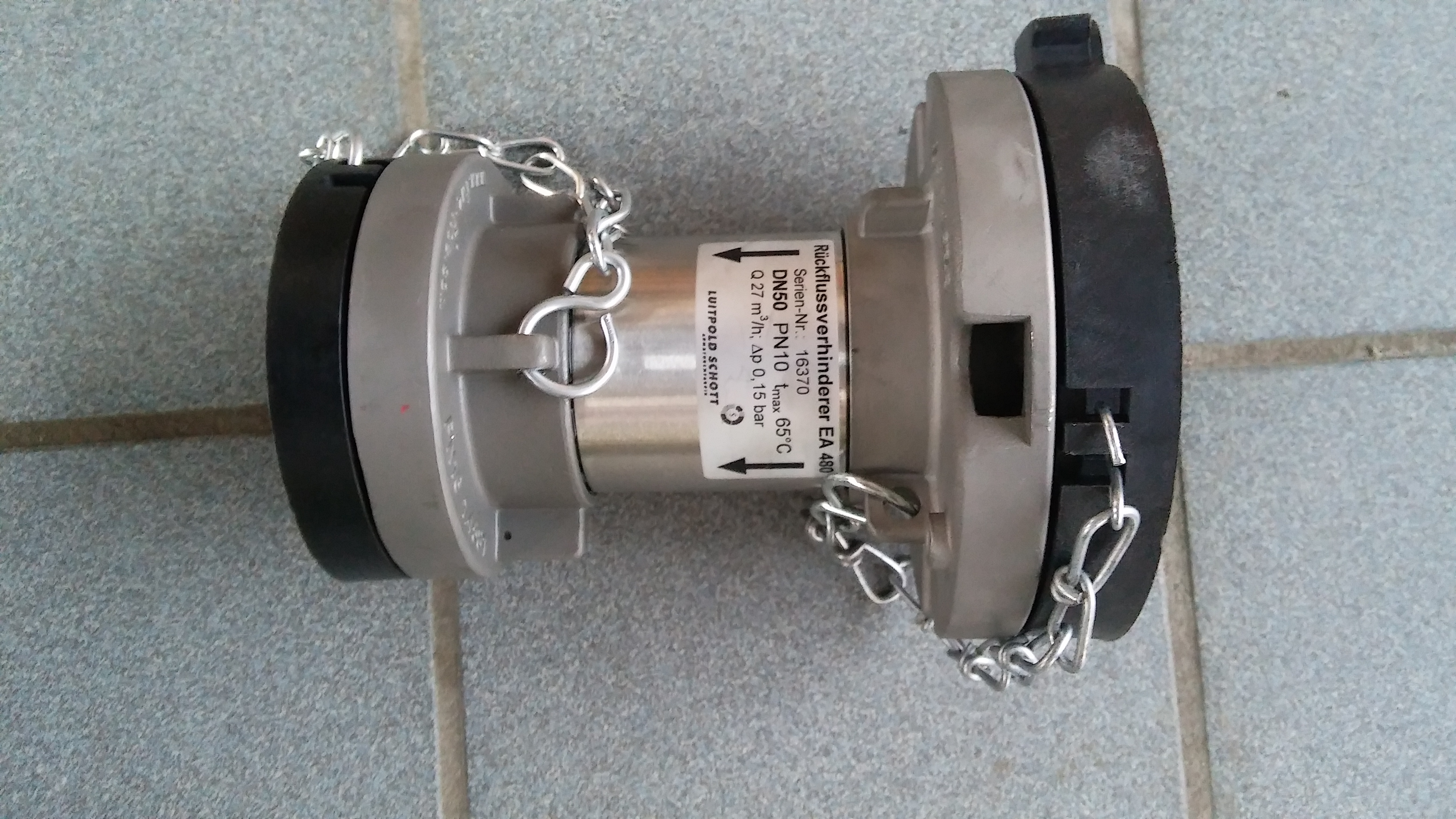
Rückflussverhinderer B-C

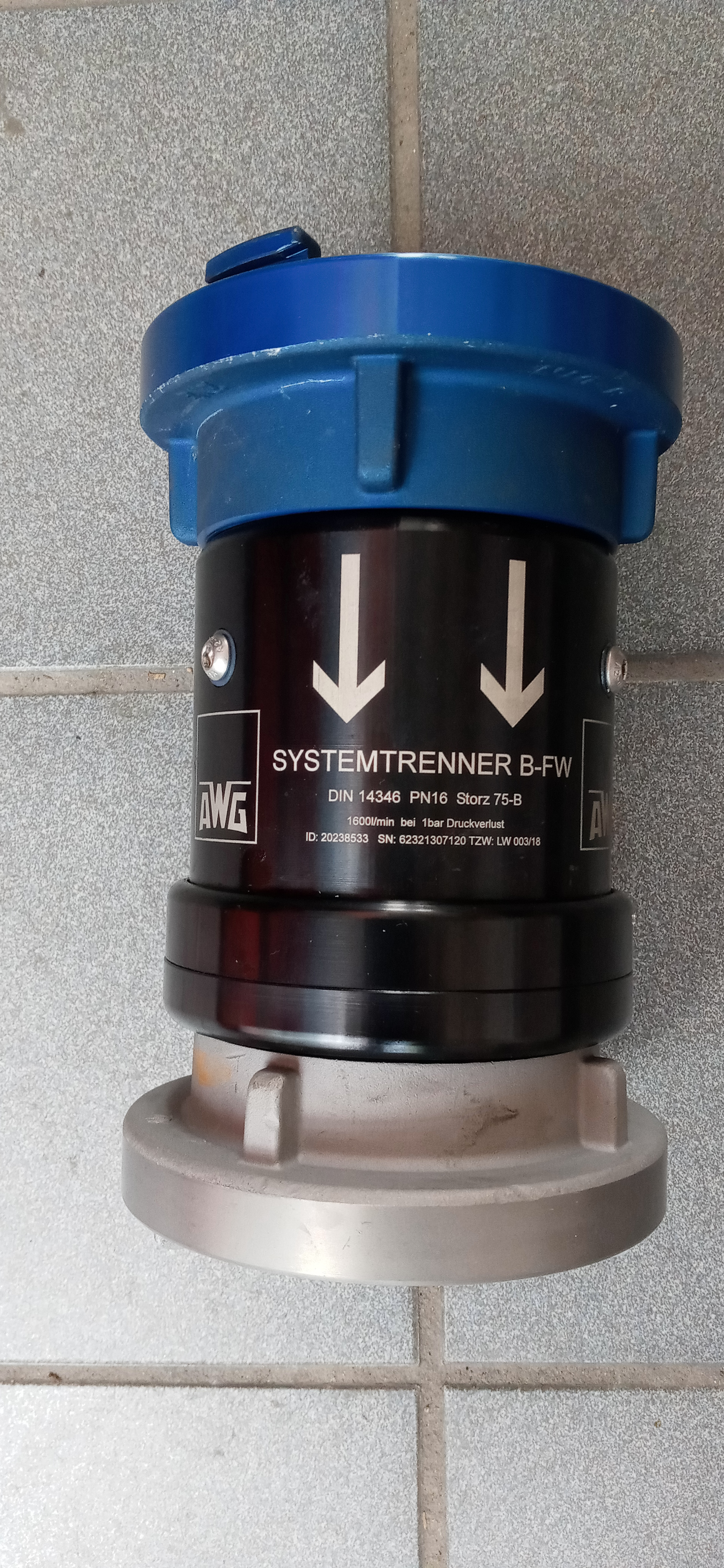
Systemtrenner „B“

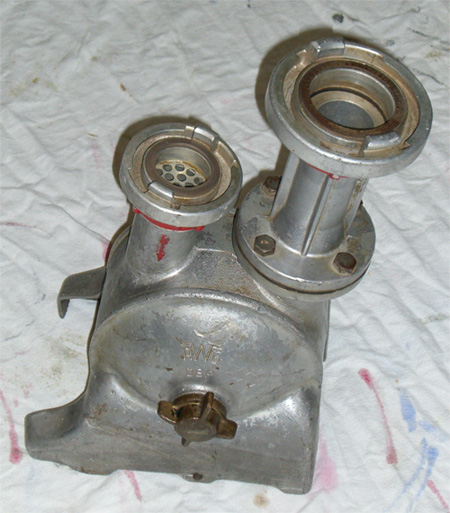
Wasserstrahlpumpe für den Feuerwehreinsatz

Wasser ist das gebräuchlichste Löschmittel. Es muss im Brandfall schnell und in ausreichender Menge verfügbar sein, hierfür stehen je nach den örtlichen Gegebenheiten verschiedene Formen der Wasserentnahme zur Verfügung:

### Entnahme aus einem Gewässer
Das Wasser wird mit Hilfe von Pumpen und einer Saugleitung aus einem offenen Gewässer entnommen. Unter Umständen muss das Wasser hierzu auch angestaut werden. Steht kein natürliches Gewässer zur Verfügung, ist im Wege der Planung der Löschwasserversorgung ggf. ein Löschwasserteich oder Löschwasserbrunnen vorzuhalten.
Wasser aus diesen Entnahmestellen kann den Nachteil haben, dass es sich beispielsweise weniger gut zur Bildung von Löschschaum eignet. Man benötigt mehr Schaummittel und die Qualität des erzeugten Schaums ist unter Umständen schlechter.
Das Entnehmen von Wasser aus einem Gewässer zur Brandbekämpfung sowie zu Übungs- und Erprobungszwecken bedarf als Benutzung zur Abwehr einer gegenwärtigen Gefahr für die öffentliche Sicherheit nach § 8 Abs. 2 und 3 WHG keiner wasserrechtlichen Erlaubnis. Letztere sind der Genehmigungsbehörde jedoch rechtzeitig anzuzeigen. Dies gilt jedoch nicht für das Befüllen von Löschwassertanks oder -teichen zur Schaffung einer Löschwasserreserve vor Eintritt eines Brandes.

### Hydranten
Aus dem öffentlichen Wassernetz wird von der Feuerwehr Löschwasser durch Überflurhydranten oder durch ein Standrohr an einem Unterflurhydranten entnommen. Am Hydrant ist ein Systemtrenner einzubauen. Der Schlauch wird dann zur Feuerlöschpumpe geleitet und von dort weitergefördert. Die zu gewinnende Wassermenge ist von der Leistung der Leitungen (Durchmesser/Druck) abhängig.

### Geschichte
Durch Benutzung der Wasserleitung verloren die Schöpfbrunnen, die oft einzige Trinkwasserquellen waren, ihre Bedeutung. Diese Brunnen dienten auch der Brandbekämpfung. Das größte Löschwasserreservoir war aber meist ein Löschwasserteich. Durch das Vorhandensein der Wasserleitung konnte die Brandbekämpfung über die Wasserentnahme aus Hydranten wesentlich schneller und mit geringerem Aufwand vorgenommen werden.